# ريلير ديارت
ريلير ديارت (بالإنجليزية: Ryler DeHeart)‏ مواليد 3 يناير 1984 في كاواي، هو لاعب كرة مضرب أمريكي بدأ مسيرته كمحترف سنة 2006 يلعب باليد اليسرى. أعلى تصنيف له في الفردي في تصنيف رابطة محترفي كرة المضرب كان المركز الـ 174 في سنة 2010.

## وصلات خارجية
- ريلير ديارت على موقع رابطة محترفي التنس (الإنجليزية)
- ريلير ديارت على موقع الاتحاد الدولي لكرة المضرب (الإنجليزية)
- ريلير ديارت على موقع خلاصة التنس.كوم (الإنجليزية)
- الموقع الرسمي